# Pontonema parpapilliferum
Pontonema parpapilliferum är en rundmaskart som först beskrevs av Heinrich Micoletzky 1924.  Pontonema parpapilliferum ingår i släktet Pontonema och familjen Oncholaimidae. Inga underarter finns listade i Catalogue of Life.